# Badi Panahi
Badi Panahi (* 8. Oktober 1935 in Teheran, Iran; † 3. Mai 2008 in Nürnberg, Deutschland) war iranisch-deutscher Sozialwissenschaftler. Er lebte seit 1956 in Deutschland. Als Bahai veröffentlichte er zahlreiche Artikel über seine Religion.

## Leben
Badi Panahi wurde als Dritter von fünf Geschwistern geboren. Er hat an der Friedrich-Alexander-Universität Erlangen-Nürnberg Sozialwissenschaften studiert und mit einer Arbeit über die Bedeutung der Psychoanalyse für die Sozialwissenschaften promoviert (Note: Magna cum Laude).
Er war Vorsitzender der Internationalen Gesellschaft für Vorurteils- und Friedensforschung e.V., der zahlreiche renommierte Wissenschaftler und Universitätsprofessoren aus aller Welt angehören. In Deutschland wurde er vor allem durch seine Rundfunkvorträge bekannt.
Badi Panahi war verheiratet und hatte drei Kinder sowie sechs Enkelkinder. Er war mit dem britischen Komiker und Schauspieler Omid Djalili verwandt.

## Werke
Seine Hauptwerke auf dem Gebiet der Sozialwissenschaften sind:
- Die Beziehung zwischen Psychoanalyse und Sozialwissenschaften
- Studien über Philosophie der Natur- und Sozialwissenschaft
- Die wissenschaftlichen und philosophischen Grundlagen der Tiefenpsychologie und der modernen Psychotherapie
- Vorurteile: Rassismus, Antisemitismus, Nationalismus in der Bundesrepublik heute. Eine empirische Untersuchung.

Darüber hinaus hat der Autor zahlreiche Aufsätze und Artikel zu verschiedenen wissenschaftlichen und philosophischen Themen geschrieben.
Diese Werke fanden in der Presse des In- und Auslandes eine beachtliche Resonanz. Sie wurden vor allem von renommierten Philosophen und Wissenschaftlern wie Herbert Marcuse (University of California, San Diego) oder Adolf Grünbaum (University of Pittsburgh) und zahlreichen anderen mit großem Interesse aufgegriffen. Max Horkheimer schrieb seinerzeit über den Autor: „Badi Panahi gehört, meiner festen Überzeugung nach, zu den begabtesten jungen Wissenschaftlern, die mir begegnet sind.“ Neben Kenntnissen europäischer und orientalischer Sprachen verfügte er über einen seltenen Reichtum gesellschaftswissenschaftlicher Erfahrung, und zwar nicht nur im Sinne des Wissens von Methoden, sondern auch von produktiver geistiger Hingabe.

## Bibliografie
- Die Bedeutung der Psychoanalyse für die Sozialwissenschaften, 1974
- Die Beziehungen zwischen Psychoanalyse und Sozialwissenschaften, Kronberg im Taunus 1977, Athenäum-Verlag, ISBN 3-7610-8004-2
- Studien über Philosophie der Natur- und Sozialwissenschaften, Berlin 1979, Duncker und Humblot, ISBN 3-428-04516-5
- Die wissenschaftlichen und philosophischen Grundlagen der Tiefenpsychologie und der modernen Psychotherapie, Berlin 1980, Duncker und Humblot, ISBN 3-428-04652-8
- Vorurteile. Rassismus Antisemitismus, Nationalismus in der Bundesrepublik heute. Eine empirische Untersuchung., Frankfurt am Main 1980, S. Fischer, ISBN 3-10-058602-6
- Grundlagen der modernen Psychotherapie, Frankfurt am Main 1994, Fischer-Taschenbuch-Verlag, ISBN 3-596-12021-7
- Kant und das Problem der Weltordnung, 2008

| Personendaten    | Personendaten                            |
| ---------------- | ---------------------------------------- |
| NAME             | Panahi, Badi                             |
| KURZBESCHREIBUNG | iranisch-deutscher Sozialwissenschaftler |
| GEBURTSDATUM     | 8. Oktober 1935                          |
| GEBURTSORT       | Teheran, Iran                            |
| STERBEDATUM      | 3. Mai 2008                              |
| STERBEORT        | Nürnberg, Deutschland                    |